# Типология мышления
Типология мышления — встречающаяся в психологической науке классификация видов и типов мышления. В различных концепциях и отраслях психологии встречаются различные классификации и типологии мышления.

## Классификация попсихическим процессам
- Наглядно-действенное мышление — форма мышления, манипулирующая предметной сферой. Формируется у детей с рождения до 1,5 лет.
- Конкретно-предметное мышление — задачи решаются с помощью существующего, реального объекта. Формирование в возрасте от 1,5 до 7 лет.
- Абстрактно-логическое мышление — мышление абстрактными (отвлеченными) категориями и логическими конструкциями. Формируется с 7 лет.

## Классификация по результатам мышления
- Творческое мышление
- Репродуктивное мышление

## Классификация по уровню психических процессов
- Аналитическое мышление
- Интуитивное мышление

## Другие типы мышления
- Абстрактное мышление
- Алгоритмическое мышление
- Альтернативное мышление — многомерное (многовариантное) мышление, способность иметь параллельно несколько «собственных» мнений, точек зрения, среди которых может быть более предпочтительная, а могут и быть все равноправны. Умение выбирать наиболее верное в данном случае решение из всех возможных.
- Аналитическое мышление
- Ассоциативное мышление
- Атактическое мышление
- Визуальное мышление
- Групповое мышление
- Дивергентное мышление
- Инновационное мышление — специфический тип мышления участников инновационного процесса.
- Количественное мышление
- Комбинаторное мышление
- Концептуальное мышление — методология анализа и проектирования сложных систем. Особенность подхода состоит в том, чтобы для описания любого объекта очень дисциплинированно использовать крайне ограниченный круг понятий, глубоко осмысливая каждое из них, другими словами, отражая смысл и содержание понятия в некоторой системе других взаимосвязанных понятий.
- Критическое мышление
- Латеральное мышление
- Логическое мышление
- Магическое мышление
- Музыкальное мышление
- Наглядно-образное мышление
- Образное мышление
- Обходное мышление
- Панорамное мышление
- Патогенное мышление
- Позитивное мышление
- Понятийное мышление
- Практическое мышление
- Предметное мышление
- Продуктивное мышление (см.: Вертгеймер, Дункер)
- Раздельное мышление
- Реляционное мышление
- Речевое мышление
- Саногенное мышление
- Символическое мышление
- Стратегическое мышление
- Теоретическое мышление
- Эмоциональное мышление